# Craig Jones (piloto de motos)
Craig Jones (Crewe, 16 de Janeiro de 1985 – Londres, 4 de Agosto de 2008) foi um piloto de motos Inglês.

## Biografia
Nascido em Crewe, Cheshire, Jones teve uma carreira bem sucedida nas competições mais baixas do motociclismo britânico, vencendo o Campeonato Britânico de Júnior Mini-Moto de 1996, o Campeonato Britânico de Sénior Mini-Moto de 1997 e o Campeonato Britânico de Superstock Júnior de 2002, antes de subir na carreira para o Campeonato Britânico de Supersport.
Em 2002 Jones pilotou em trials no Isle of Man TT Races para a equipa Triumph Motorcycles/Valmoto na prova Daytona 600. Jones ficou na equipa para competir em 2003 e 2004 nessas temporadas no Campeonato Britânico de SuperSports, com Jones a vencer só na última corrida, em Donington Park.  Jones acabou a temporada de 2004 em 8º lugar na classificação geral final.
Em 2005 Jones teve o seu melhor ano no Campeonato Britânico de SuperSport, correndo para a equipa Northpoint Honda, conseguindo 7 pódios e o 2º título Leon Camier. Jones correu em 2 rondas britânicas do Mundial de SuperSport com WildCard, com uma performance impressionante. Jones qualificou-se na linha da frente em Silverstone e competiu pela liderança sem problemas de perda de tracção, e acabou em 8º em Brands Hatch. Jones foi também chamado pela equipa prestigiada Ten Kate Honda para Brno, onde acabou em sexto.
Jones subiu para o Campeonato do Mundo de Superbike para a Temporada de 2006, na pouco competitiva Foggy Petronas FP1. O 13º lugar em Imola foi a sua única corrida a somar pontos no campeonato.
Em 2007, Jones regressou ao campeonato Mundial de SuperSports para a sua 1ª temporada completa como piloto de SuperSport, correndo com a equipa Reve Ekerold Honda. Jones conseguiu um imprevisível 5º lugar final no campeonato com 3 pódios, em Brno, Vallelunga e Magny-Cours.
Em 2008, Jones continuou nas Supersport, com a equipa da Parkalgar (proprietária do Autódromo Internacional do Algarve) e obteve mais 3 pódios e o 6º lugar no campeonato antes da sua última e trágica ronda caseira em Brands Hatch.

## Morte
Jones morreu como resultado de lesões na cabeça resultantes de uma queda e subsequente colisão durante a ronda de Brands Hatch do Campeonato Mundial de Supersport de 2008.
A queda ocorreu na "Clark Curve", uma curva rápida à direita, para entrar na recta da meta do circuito de Brands Hatch. No momento da queda, Ele era 2º na corrida e lutava com Jonathan Rea pela liderança. Como Jones acelerou fora da curva, a roda traseira da sua Honda CBR-600RR perdeu tracção e o piloto caiu atravessado entre os 2 pilotos com que estava a disputar a posição. O piloto australiano Andrew Pitt tentou uma acção evasiva, mas a roda da frente da sua moto e a sua protecção de joelho colidiram com a cabeça de Jones.
A corrida foi imediatamente interrompida pelos oficiais, para o pessoal médico atender Jones, e levaram-no para o centro médico do circuito de Brands Hatch, onde os médicos de reanimação cardio-pulmunar da "Clinica Mobile"  o reanimaram por 4 vezes. De seguida, foi levado via aérea, no Air Ambulance, para o Hospital "Royal London Hospital". A condição de Craig Jones era considerada como "muito crítica", e induziram o piloto em coma médico, numa tentativa para estabilizar a sua condição. Esta intervenção não foi bem sucedida e Jones foi declarado como morto pelos médicos pouco depois das 00h30 hora local a 4 de Agosto de 2008. Como ele estava em 2º na corrida no momento do acidente, o piloto subiu para o 5º lugar do campeonato.
O 4 vezes campeão do mundo e antigo chefe de equipa de Jones, Carl Fogarty, disse que "Craig era um dos bons jovens pilotos, considerados o futuro do desporto britânico. Dei-lhe uma oportunidade na equipa em 2006 porque considerei que ele estava no topo".

## Homenagens
O Autódromo Internacional do Algarve, em Portimão, cujos proprietários também estão envolvidos na equipa da Parkalgar Honda, deu o seu nome a uma das curvas do circuito.  A curva “Craig Jones” é a mais apertada do circuito.
O piloto inglês de Superbike Cal Crutchlow correu em Knockhill, usando um dos capacetes de Jones, uma semana depois do acidente.

Em 14 de março de 2009, Eugene Laverty da Parkalgar venceu em Losail no Mundial de Supersport. A sua moto carregava um pequeno decalque com  # 18, o numero de Jones, e na entrevista após o termo da corrida, Laverty dedicou a vitória a Jones, creditando o trabalho que ele tinha feito para tornar a equipa competitiva.
Em 17 de agosto de 2008, James Toseland correu no Grande prémio da República Checa com uma braçadeira preta e também um pequeno decalque com  # 18 na carenagem da sua moto, para expressar a sua tristeza.

### Monumento de homenagem a Craig Jones no Autódromo Internacional do Algarve
Em 22 de Outubro de 2009 ocorreu uma cerimónia de homenagem, com a exposição de um modelo em tamanho natural, de uma estátua, de autoria da escultora Paula Hespanha, representando Craig Jones na sua moto após a passagem pela Meta. Esta será a peça principal de um monumento, já parcialmente construido, que também inclui o arranjo arquitectónico da rotunda de acesso ao autódromo, com autoria de Paula Hespanha e do arquitecto Manuel Pedro Ferreira Chaves.
O monumento é uma escultura paisagística, que representa a Recta da Meta de um circuito de corridas, que se prolonga até ao parque de estacionamento da bancada principal. Esta intervenção plástica de grande escala serve para enquadrar a estátua mas também constitui um acesso que permitirá a aproximação pedonal à estátua.
O representante do Autódromo Internacional do Algarve e da Parkalgar, Paulo Pinheiro, declarou: "É um agradecimento muito especial a Craig Jones que ficará para sempre imortalizado nas nossas memórias. Esta homenagem pretende manter viva a admiração e respeito pelo trabalho de Craig no motociclismo mundial". “Esta estátua vai garantir que Craig Jones nunca seja esquecido.”

A inauguração definitiva da estátua, em mármore e aço inox, estava esperada para 2010. Caso seja concluída, esta será a única estátua do mundo em pedra representando uma moto.